# Bernard Helffer
Bernard Helffer est un mathématicien français, né le 8 janvier 1949 à Paris.
Il est le fils du pianiste Claude Helffer et de l'ethnomusicologue Mireille Helffer.

## Biographie
Bernard Helffer intègre l'École polytechnique, en 1968 et devient docteur d'État de l'université Paris-Sud en 1976. Ses directeurs de thèse ont été Charles Goulaouic et Louis Boutet de Monvel.
Après une carrière de chercheur au CNRS de 1971 à 1978, il est professeur à l'université de Nantes de 1979 à 1989 et maître de recherches détaché au Centre de mathématiques de l’École polytechnique en 1982-1983 et 1986-1987. Il est ensuite professeur à l'université Paris-Sud, après un détachement de cinq ans à l'École normale supérieure.

## Fonctions occupées
- Secrétaire de la Commission de mathématiques du CNRS de 1974 à 1978.
- Président du Conseil supérieur des universités (CSU, 23e section) de 1984 à 1986.
- Conseiller-adjoint pour les mathématiques au ministère de la Recherche de 1999 à 2004.
- Président de la Société mathématique de France (SMF) de 2010 à 2012.

Il est actuellement professeur émérite de l'université de Nantes et associé au laboratoire de mathématiques de l'université de Paris-Sud-Orsay.

## Prix obtenus
- Prix Langevin[5] décerné par l'Académie des sciences en 1991.
- Grand prix fondé par l'État décerné par l'Académie des sciences en 2011[6].

## Domaines de recherche
- Équations aux dérivées partielles
- Théorie spectrale
- Analyse semi-classique
- Physique mathématique
- Mécanique statistique
- Supraconductivité et cristaux liquides
- Ensembles nodaux et partitions minimales

## Œuvres
- Spectral Methods in Surface Superconductivity, Birkhauser Boston Inc (mars 2010), Progress in Nonlinear Differential Equations and Their Applications (Auteurs : B. Helffer et S. Fournais)
- Spectral Theory and its Applications, Cambridge Studies in Advanced Mathematics (Livre 139), 2013 (Auteur : B. Helffer)

Bernard Helffer a dirigé de nombreuses thèses en mathématiques.